# آر بي إم كي
آر بي إم كي (بالروسية: реактор большой мощности канальный ،РБМК؛ reaktor bolshoy moshchnosti kanalnyy، «مفاعل عالي الطاقة ذو قنوات») هو فئة من مفاعلات الطاقة النووية المهدأة بالغرافيت، صمم وبُنبي في الاتحاد السوفيتي. يشير الاسم إلى تصميمه غير المعتاد، فبدلًا من وعاء ضغط فولاذي كبير يحيط بالنواة بأكملها، تُوضع كل مجمعة وقود في أنبوب فردي بقطر 8 سم (يسمى «قناة») يسمح بتدفق مياه التبريد حول الوقود.
آر بي إم كي هو مفاعل من الجيل الثاني المبكر وأقدم تصميم لمفاعل تجاري لا يزال قيد التشغيل على نطاق واسع. ساهمت بعض جوانب تصميم مفاعل آر بي إم كي، مثل التخلص النشط من حرارة الاضمحلال، والخصائص الموجبة لمعامل الفجوات، والنهايات المُزيحة المصنوعة من الغرافيت ذات الطول 4.5 متر (14 قدمًا و9 بوصات) لقضبان التحكم وعدم الاستقرار عند مستويات الطاقة المنخفضة، بحصول كارثة تشيرنوبل عام 1986، التي شهد فيها المفاعل آر بي إم كي انحراف تفاعلي كبير جدًا، أدى إلى انفجار البخار والهيدروجين، وإلى حريق كبير وإلى الانصهار اللاحق. انتشر النشاط الإشعاعي إلى جزء كبير من أوروبا. ودفعت الكارثة إلى دعوات من جميع أنحاء العالم لإيقاف تشغيل المفاعلات بالكامل، ولكن، كان لا يزال هناك اعتماد كبير على مرافق آر بي إم كي لتوليد الطاقة في روسيا. صُححت معظم العيوب في تصميم مفاعلات آر بي إم كي-1000 بعد حادثة تشيرنوبل، ومنذ ذلك الحين عملت عشرات المفاعلات دون أي حوادث خطيرة لأكثر من عشرين عامًا. في حين أُلغيت تسع كتل آر بي إم كي كانوا قيد الإنشاء بعد كارثة تشيرنوبل، وأٌوقفت آخر ثلاث كتل آر بي إم كي متبقية في محطة تشيرنوبل للطاقة النووية عن العمل في عام 2000، واعتبارًا من عام 2019، كان لا يزال هناك 10 مفاعلات آر بي إم كي وثلاث مفاعلات ماء خفيف مهدأة بالغرافيت صغيرة من طراز إي جي بّي-6 عاملة في روسيا، على الرغم من أنها زُودت جميعها بعدد من تحديثات السلامة. اشتغلت كتلتين آر بي إم كي فقط بعد عام 1986: إيغنالينسكا-2 وسمولينسكا-3.

رسم تخطيطي للمفاعل النووي آر بي إم كي

الاختلافات الوحيدة بين مفاعلات آر بي إم كي-1000 وآر بي إم كي-1500 هي أن آر بي إم كي-1500 تُبرد بماء أقل (وبالتالي يتحول المزيد من الماء إلى بخار)، وتستخدم كمية أقل من اليورانيوم. المفاعلات الوحيدة من هذا النوع وبهذه الكمية من الطاقة المنتجة هي تلك الموجودة في محطة إيغنالينسكا للطاقة النووية. إن مفاعلات آر بي إم كي بّي-2400 مستطيلة بدلًا من أسطوانية، وكان من المفترض صنعها على أقسام في مصنع لتُجمع في الموقع. صُمم المفاعل لتكون طاقته الإنتاجية 2400 ميجاوات كهربائي. لم يكن قد بُني أي مفاعل بهذه الطاقة الإنتاجية من قبل، مع اعتبار مفاعل إي بّي آر اعتبارًا من عام 2018 كأقوى مفاعل بطاقة إنتاجيه قدرها 1750 ميجاوات كهربائي.

## تاريخ
كان آر بي إم كي تتويجًا لبرنامج الطاقة النووية السوفيتي لإنتاج مفاعل طاقة مبرد بالماء مع إمكانية الاستخدام المزدوج استنادًا إلى مفاعلاتهم العسكرية المنتجة للبلوتونيوم المهدأة بالغرافيت.
أول مفاعل من تلك المفاعلات هو أوبينسك إيه إم-1 (بالروسية: «Атом Мирный»، Atom Mirny، وتعني «الذرة من أجل السلام»)، أنتج 5 ميجاواط من الكهرباء من طاقة حرارية قدرها 30 ميجاواط، وزود أوبنينسك بالطاقة من 1954 وحتى 1959. كان النموذجين الأوليين اللاحقين مفاعل إيه إم بي-100 ومفاعل إيه إم بي-200 كلاهما في محطة بيلايارسكا للطاقة النووية.
باستخدام تصميم بسيط يستخدم المياه (الخفيفة) العادية للتبريد والغرافيت للتهدئة، كان من الممكن استخدام اليورانيوم الطبيعي للوقود (بدلًا من اليورانيوم المخصب الأكثر تكلفة إلى حد كبير). سمح هذا لمفاعل كبير وقوي بصورة استثنائية، والذي كان رخيصًا أيضًا بما يكفي ليُبنى بأعداد كبيرة وبسيطًا بما يكفي ليُصان ويُشغل من قبل الموظفين المحليين. على سبيل المثال، قُدر إنتاج مفاعلات آر بي إم كي في محطة إيغنالينسكا للطاقة النووية في ليتوانيا من الطاقة ب 1500 ميجاوات كهربائي لكل مفاعل منها، وهو مقدار كبير جدًا في ذلك الوقت وحتى بالنسبة لأوائل القرن الحادي والعشرين.
يتوقع العمر التشغيلي للعديد من الوحدات قدره 45 عامًا، وذلك بعد إعادة تأهيلها في منتصف عمرها التشغيلي.

## تصميم المفاعل وأداءه

### وعاء المفاعل وتهدئته وحمايته
حفرة المفاعل مصنوعة من الخرسانة المسلحة وأبعادها 21.6 × 21.6 × 25.5 متر (71 قدم × 71 قدم × 84 قدم). تضم الحفرة وعاء المفاعل، المصنوع من جدار أسطواني وألواح معدنية في الأعلى والأسفل. يحتوي الوعاء على كدسة الغرافيت ومليء بخليط الهليوم والنيتروجين لتوفير جو خامل للغرافيت ولتشكيل وسط ينقل الحرارة من الغرافيت إلى قنوات المبرد. تتكون كتل المهدئ من الجرافيت النووي وتبلغ أبعادها 25 × 25 سم (9.8 بوصة × 9.8 بوصة) على المستوى المتعامد مع القنوات وبأبعاد طولية تتراوح بين 20 سم (7.9 بوصة) و60 سم (24 بوصة) اعتمادًا على الموقع في الكدسة. هناك ثقوب يبلغ قطرها 11.4 سم (4.5 بوصة) متوزعة عبر المحور الطولي للكتل لقنوات الوقود والتحكم. تُكدس الكتل داخل وعاء المفاعل في داخل نواة أسطوانية بقطر وارتفاع 14 متر × 8 متر (46 قدمًا × 26 قدمًا). أقصى درجة حرارة مسموح بها للغرافيت تصل إلى 730 درجة مئوية (1,350 درجة فهرنهايت).
وعاء المفاعل عبارة عن أسطوانة فولاذية بقطر وارتفاع 14.52 متر × 9.75 متر (47.6 قدم × 32.0 قدم)، وسمك جدار 16 مم (0.63 بوصة). جُهز بمفاصل مرنة معوضة من أجل امتصاص أحمال التمدد الحراري المحورية.
يحيط بالمهدئ خزان مياه أسطواني، وهيكل ملحوم بجدران سميكة 3 سم (1.2 بوصة)، وقطر داخلي 16.6 متر (54 قدمًا 6 بوصات) وقطر خارجي 19 متر (62 قدمًا 4 بوصات)، داخليًا مقسم إلى 16 مقصورة عمودية. تُزود الحجرات بالمياه من الأسفل ويُتخلص منها من الأعلى، يمكن استخدام الماء لتبريد مفاعل الطوارئ. يحتوي الخزان على مزدوجات حرارية لاستشعار درجة حرارة الماء وغرف التأين لمراقبة طاقة المفاعل. يعمل كل من الخزان وطبقة الرمل والخرسانة في حفرة المفاعل كدروع بيولوجية إضافية.
الجزء العلوي من المفاعل مغطى بالدرع البيولوجي العلوي (يو بي إس)، ويسمى أيضًا «مخطط إي»، باياتاكوك، أو إلينا بعد انفجار (مفاعل تشيرنوبيل 4). يو بي إس هو قرص أسطواني بحجم 3 متر × 17 متر (9.8 قدم × 55.8 قدم). يخترقه أنابيب عمودية من أجل تجميعات قنوات الوقود والتحكم. الجزء العلوي والسفلي مغطى بألواح فولاذية بسماكة 4 سم (1.57 بوصة)، ملحومة لتكون محكمة لمنع تسرب الهيليوم، بالإضافة إلى دعامات هيكلية. يمتلئ الفراغ بين الصفائح والأنابيب بالسربنتينيت، وهو صخر يحتوي على كميات كبيرة من الماء المقيد. القرص مدعوم ب 16 أسطوانة، تقع على الجانب العلوي من خزان المياه الأسطواني المقوى. يدعم هيكل يو بي إس قنوات الوقود والتحكم، والأرض فوق المفاعل في القاعة المركزية، وأنابيب المياه البخارية.